# Rachel Cosgrove Payes
Rachel Cosgrove Payes, née le 11 décembre 1922 à Westernport (Maryland), et morte le 10 octobre 1998 à Brick Township, New Jersey, est une romancière américaine, auteur de roman policier, de roman d'amour et de littérature d'enfance et de jeunesse sous la signature Rachel C. Payes. Elle a également publié des œuvres sous les pseudonymes E.L. Arch, Joanne Kaye et Rachel Cosgrove.

## Biographie
Elle fait des études en sciences dans un établissement de la Virginie de l'Ouest. En septembre 1954, elle épouse Norman Payes, un chercheur scientifique. Entre 1945 et 1957, elle travaille d'abord comme technicienne dans un hôpital, puis comme chercheuse en biologie pour le compte d’un laboratoire pharmaceutique. Dans les années 1960, elle se consacre entièrement à l’écriture.
Elle amorce sa carrière littéraire en 1951 par la publication de The Hidden Valley of Oz, un des volumes de la série du pays d’Oz, fondée sur le roman Le Magicien d’Oz (1900) de L. Frank Baum. Entre 1960 et 1968, elle donne sept romans policiers qui appartiennent au genre du Si J'Avais Su (Had I but known (en)), où une jeune héroïne se trouve mêlée à de sombres affaires criminelles. Dans les années 1970, Rachel C. Payes se spécialise dans le roman gothique.
En 1963 paraît Bridge to Yesterday, un roman de science-fiction signé E.L. Arch, un pseudonyme qu'elle utilise dès lors pour d'autres romans de ce genre, ainsi que de nombreuses nouvelles.
Sous le pseudonyme du nom-maison Joanne Kaye, elle rédige demi-douzaine de romans d'amour.
Sous son nom de jeune fille, Rachel Cosgrove, elle a également publié des romans psychologiques et quelques romances, dont la saga en cinq volumes des Seven Sisters.

## Œuvre

### Romans

#### SérieSeven Sisters
- Love's Charade (1981)
- Love's Renegade (1981)
- Love's Promenade (1981)
- Love's Serenade (1981)
- Love's Escapade (1981)

#### SérieOz
- The Hidden Valley of Oz (1951)
- The Wicked Witch of Oz (1993)

#### Autres romans
- Death Sleeps Lightly (1960)
- Forsythia Finds Murder (1960)
- Shadow of Fear (1961)
- Curiosity Killed Kitty (1962)
- Memoirs of Murder (1964) Publié en français sous le titre Bon voyage, Tubby, Paris, Librairie des Champs-Élysées, Le Masque no 906, 1966 ; réédition, Paris, Librairie des Champs-Élysées, Le Club des Masques no 371, 1979
- Mystery of Echo Cavern (1966)
- Peace Corps Nurse (1967)
- O Charitable Death (1968)
- The Silent Place (1969) Publié en français sous le titre La Crique du silence, Paris, Éditions mondiales, coll. Modes de Paris no 103, 1978
- Malverne Hall (1970)
- Forbidden Island (1973)
- Devil’s Court (1974)
- The House of Tarot (1975)
- The Black Swan (1975)
- The Sapphire Legacy (1976)
- Moment of Desire (1978)
- The Coach to Hell (1979)
- Bride of Fury (1980)
- Satan's Mistress (1981)
- Lady Alicia's Secret (1986)
- Emeralds and Jade (1988)
- The Dark Towers of Trelochen (1991)

#### Romans signés E.L. Arch
- Bridge to Yesterday (1963)
- The Deathstones (1964)
- Planet of Death (1964)
- The First Immortals (1965)
- The Double-Minded Man (1966)
- The Man with Three Eyes (1967)

#### Romans signés Joanne Kaye
- Fame and Fortune (1981)
- Rag to Riches (1981)
- Love and Betrayal (1981)
- Satin and Stars (1981)
- Playing for Keeps (1982)
- To Love Again (1982)

#### Romans signés Rachel Cosgrove
- Marjory Thurman: Lab Techinician (1960)
- Long Journey Home (1962)
- Not for Glory (1963)
- The Candystripers (1964)
- Ann Gordon of the Peace Corps (1965)
- Designs for Love (1966)
- Linda’s Gifts (1966)

### Nouvelles

#### Nouvelles de la sérieOz
- Percy and the Shrinking Violet (1995)
- Spots in Oz (1997)
- Rocket Trip to Oz (2000)

#### Autres nouvelles isolées
- The Door (1964)
- The Spy Game (1966)
- Private Phone (1970)
- And the Power (1972)
- Grandma Was Never Like This (1973)
- Half Life (1973)
- Deaf Listener (1973)
- Alas, Poor Tidy Toidy Girl (1973)
- Mattie Harris Galactic Spy (1974)
- Tower of Babble (1974)
- In His Own Image (1974)
- Come Take a Dip with Me in the Genetic Pool (1975)
- The Eyes of the Blind (1975)
- The Name of the Game (1975)
- Have You Been Converted? (1977)
- The Gorgons (1977)
- Escape to the Suburbs (1978)
- Flee to the Montains (1982)
- The Vision (1988)
- Mother Calls But I Dot Not Answer (1988)

### Autres publications
- To the Children (1951)
- Acrostic Puzzle, vol. 1 (1979)
- Acrostic Puzzle, vol. 2 (1981)
- Acrostic Puzzle, vol. 3 (1981)
- Timetable for an Oz Book (1991)

## Sources
- Jacques Baudou et Jean-Jacques Schleret, Le Vrai Visage du Masque, vol. 1, Paris, Futuropolis, 1984, 476 p. (OCLC 311506692), p. 341-342.